# Темное (Бурынский район)
Темное (укр. Темне) — село,
Михайловский сельский совет,
Бурынский район,
Сумская область,
Украина.
Код КОАТУУ — 5920984604. Население по переписи 2001 года составляло 72 человека.

## Географическое положение
Село Темное находится на расстоянии в 1,5 км от левого берега реки Чаша.
На расстоянии до 1,5 км расположены сёла Михайловка и Викториновка.
По селу протекает пересыхающий ручей с запрудой.